# James Lofton
Pour les articles homonymes, voir Lofton.
Pro Football Hall of Fame 2003
(en) Statistiques sur pro-football-reference
James David Lofton, né le 5 juillet 1956 à Fort Ord, est un joueur et entraîneur américain de football américain.
Ce wide receiver a joué en National Football League (NFL) pour les Packers de Green Bay (1978–1986), les Raiders de Los Angeles (1987–1988), les Bills de Buffalo (1989–1992), Rams de Los Angeles (1993) et les Eagles de Philadelphie (1993).